# Boxe aux Jeux africains de 2011
Navigation
2007 Édition suivante
Les compétitions de boxe anglaise de la 10e édition des Jeux africains se sont déroulées du 3 au 9 septembre 2011 à Maputo, Mozambique.

## Résultats

### Podiums
| Catégories                  | Or                   | Argent           | Bronze                            |
| Poids mi-mouches (-48 kg)   | Thomas Essomba       | Mohamed Flissi   | Roland Serugo Kibron Tewelde      |
| Poids mouches (-52 kg)      | Oteng Oteng          | Samir Brahimi    | Maurice Makhoto Climado Guifutela |
| Poids coqs (-56 kg)         | Bruno Julie          | Reda Benbaziz    | Ayabonga Sonjica Antonio Malie    |
| Poids légers (-60 kg)       | Ahmed Mejri          | Nogen Mmoloki    | Jean Richard Colin Abdon Mewoli   |
| Poids super-légers (-64 kg) | Richarno Colin       | Abderrazak Houya | Gomotsang Gaasite Mbenge Thulani  |
| Poids welters (-69 kg)      | Joseph Mulema        | Kehnde Ademuyima | Rayton Okwiri Siphiwe Lusizi      |
| Poids moyens (-75 kg)       | Kennedy St Pierre    | Saad Kaddous     | Mujamadjae Kasuto Daniel Shishia  |
| Poids mi-lourds (-81 kg)    | Abdelhafid Benchabla | Lukman Lawal     | David Akankolim Adjoufou Donfack  |
| Poids lourds (-91 kg)       | Chouaib Boloudinet   | Efetobor Apochi  | Romarik Ngoula Muideen Akanji     |
| Poids super-lourds (+91 kg) | Kamel Rahmani        | Aymen Trabelsi   | Tshisekedi Mbiya Schaffer Paolo   |

### Tableau des médailles
| Place | Pays                             | Médaille d'or, Afrique | Médaille d'argent, Afrique | Médaille de bronze, Afrique | Total |
| ----- | -------------------------------- | ---------------------- | -------------------------- | --------------------------- | ----- |
| 1     | Algérie                          | 3                      | 4                          | 0                           | 7     |
| 2     | Maurice                          | 3                      | 0                          | 1                           | 4     |
| 3     | Tunisie                          | 1                      | 2                          | 0                           | 4     |
| 4     | Botswana                         | 1                      | 1                          | 1                           | 3     |
| 5     | Nigeria                          | 0                      | 3                          | 1                           | 4     |
| 6     | Afrique du Sud                   | 0                      | 4                          | 4                           | 8     |
| 7     | Mozambique                       | 0                      | 0                          | 2                           | 2     |
| 7     | Ghana                            | 0                      | 0                          | 2                           | 2     |
| 9     | Éthiopie                         | 0                      | 0                          | 1                           | 1     |
| 9     | Lesotho                          | 0                      | 0                          | 1                           | 1     |
| 9     | République démocratique du Congo | 0                      | 0                          | 1                           | 1     |
| 9     | Ouganda                          | 0                      | 0                          | 1                           | 1     |
| 9     | Kenya                            | 0                      | 0                          | 1                           | 1     |
| Total | 14 pays médaillés                | 10                     | 10                         | 20                          | 40    |